# Zikula
Zikula (dawniej PostNuke) – system zarządzania treścią udostępniany na licencji GNU GPL wykorzystywany do tworzenia rozbudowanych serwisów internetowych, którego merytoryczną zawartość może uzupełniać wielu użytkowników.
Dodawanie treści w PostNuke - podobnie jak w innych systemach tego typu - nie wymaga znajomości HTML. PostNuke jest systemem wywodzącym się z PHP-Nuke, a skupionym przede wszystkim na elastyczności i bezpieczeństwie. Do PostNuke dostępnych jest wiele różnych modułów tworzonych przez użytkowników tego systemu. Dostosowanie wyglądu strony opartej na PostNuke również nie stanowi problemu - można edytować szablony lub skorzystać z gotowych tematów graficznych dostępnych w Internecie.
PostNuke opiera się na języku PHP - tak więc do instalacji wymaga serwera z obsługą PHP i baz danych MySQL, w których zapisywane są dynamiczne dane systemu.
Instalacja systemu na serwerze przebiega automatycznie dzięki dołączonemu do pakietu plikowi instalacyjnemu.
W 2008 prace rozwojowe nad PostNuke zostały oficjalnie zakończone, a developerzy projektu nie rekomendują używania go. Nazwa została zmieniona na Zikula.